# Synagoga w Jaraczewie
Synagoga w Jaraczewie – synagoga znajdująca się w Jaraczewie przy ulicy Kolejowej 16.
Synagoga została zbudowana około 1882 roku. Podczas II wojny światowej hitlerowcy zdewastowali synagogę. Po wojnie budynek synagogi przebudowano na dom kultury. Zachował się wystrój zewnętrzny z wyjątkiem elewacji północnej.